# Мересниця озерна
Мересни́ця озе́рна (Rhynchocypris percnurus) — невелика озерна придонна зграйна рибка родини Ялецевих. Єдиний вид роду у фауні України. Раніше вид розглядали у роді Phoxinus (Rafinesque, 1820). Занесений до Червоної книги України як зникаючий вид.

## Зовнішня будова
Тіло видовжене, низьке, дещо стиснуте з боків, вкрите дуже дрібною лускою. Бічна лінія неповна, часто переривчаста (у молоді завдовжки до 3,5 см зазвичай відсутня). Черево між черевними і анальним плавцями заокруглене. Найбільша довжина тіла близько 7 см, маса — до 5,6 г, тривалість життя до 4 років. Спина темна, жовтувато- або зеленкувато-бура, боки золотисті, черево жовтувато-сріблясте. На боках є численні, досить виразно окреслені темні плямки. Парні плавці жовтуваті або жовтувато-рожеві, непарні сірувато-жовті.

## Поширення
Населяє озера, що належать до басейнів усіх річок Північного Льодовитого океану від Північної Двіни на заході до Колими на сході; в басейнах Ками, Вятки, Волги, Оки, Дніпра і Вісли представлений особливими підвидами. У басейні Тихого океану озерний гольян зустрічається на південь від річок Уди і Тугур, далі в басейні Амура; в озерах Північного Китаю, Кореї і Примор'я живе його підвид маньчжурський озерний ян, в озерах Сахаліну — підвид сахалінський гольян. В Україні відомий з водойм басейну Верхнього і Середнього Дніпра, зокрема в басейні верхньої течії Прип'яті, Десни, Остра, Трубіжа, Ворскли, Супою, Сожа, Стохода, Здвижу, а також із заплавних озерець і осушуваних каналів Волинської області та маленьких озер околиць Києва. Вперше відзначений на верхній течії Сіверського Дінця (оз. Борове, 2000 р.).

## Спосіб життя
Прісноводна зграйна придонна озерна риба, яка зустрічається тільки в мілководних невеликих замкнених, стоячих або ледь проточних водоймах з піщано-мулистим або мулистим ґрунтом та з добре розвиненою рослинністю, як правило, уникає руслових ділянок річок. Споживають червів, дорослих комах, їхні личинки і лялечки, водорості, вищу рослинність, а також ікру риб і амфібій.

## Нерест, розвиток, ріст
Розмножується в травні-липні. Плодючість у особин завдовжки 4,4-6,6 см коливається від 360 до 2920 ікринок. Ікра клейка, відкладається кількома порціями в прибережній зоні на рослинність. Молодь живиться планктоном. Статевої зрілості досягає у 2 роки при довжині тіла понад 4 см.

## Охорона
На більшій частині ареалу стан природних популяцій виду залишається більш-менш стабільним. Саме тому він, згідно Червоного списку МСОП, отримав охоронну категорію «відносно благополучний вид». Але в окремих регіонах спостерігається тенденція до зниження чисельності популяції виду. Тому мересниця озерна занесена до Червоної книги України (охоронна категорія: зникаючий вид), Резолюції 6 Бернської конвенції, для яких Україна створює Смарагдову мережу, а також до Директиви Європейського Союзу 92/43/ЄС «Про збереження природних оселищ та видів природної фауни і флори» (Додаток II. Види рослин і тварин, що становлять особливий інтерес для Європейського Союзу, збереження яких потребує створення територій особливої охорони).
Чисельність та причини її зміни в Україні. Точно невідома. З 1960-х рр. ареал і чисельність невпинно скорочуються. Фактично зник у водоймах Київщини, частково в басейні Десни, в лівобережних притоках Дніпра, став рідкісним в басейні Прип'яті. До скорочення популяції призвело осушування боліт і заплавних водойм, торфорозробка, гідромеліоративні роботи.
Режим збереження популяцій та заходи з охорони. Заборона вилову, виявлення типових місць перебування, вивчення сучасних поширення і чисельності, встановлення заповідного режиму. 

## Практичне значення
Промислового значення не має.